# He Guoqiang (Snookerspieler)
He Guoqiang (chinesisch 贺国强, Pinyin Hè Guóqiáng; * 5. August 2000) ist ein chinesischer Snookerspieler aus Leiyang. 2023 qualifizierte er sich für die Profitour.

## Karriere

### Jugend und Profiambitionen
He Guoqiang nahm bereits mit 13 Jahren an Turnieren der Asian Tour, für Amateure offene Turniere der Profitour, teil. Es gelangen ihm einzelne Siege gegen Landsleute, aber auch ein 4:3-Sieg über den malaysischen Profi Thor Chuan Leong beim Haining Open 2015. Nach der Abschaffung der Tour dauerte es bis 2018, bis er wieder international in Erscheinung trat. Er trat bei der Juniorenweltmeisterschaft in Jinan an und holte sich in der Altersklasse U18 den Titel. In einem engen Finale besiegte er Lei Peifan mit 5:4. Im U21-Turnier kam er bis ins Achtelfinale, in einem Gruppenspiel gelang ihm zudem ein Maximum Break. Danach reiste er auch nach Myanmar, um am Herrenturnier teilzunehmen. Er besiegte unter anderem den Polen Kacper Filipiak, der bereits ein Jahr Profierfahrung gehabt hatte, und erreichte erneut das Finale. Dort unterlag er allerdings seinem zwei Jahre jüngeren Landsmann Chang Bingyu. Im selben Jahr durfte er auch als Wildcard-Spieler an drei Profiturnieren in China teilnehmen. Bei der International Championship 2018 gelang ihm eine Überraschung, als er den englischen Profi Gary Wilson mit 6:1 klar besiegte.
Doch erneut wurden seine Ambitionen unterbrochen, unter anderem durch die Turnierpause nach Ausbruch der COVID-19-Pandemie Anfang 2020. Als im folgenden Jahr wieder gespielt wurde, nahm er an der nationalen CBSA Tour teil und kam bei einem Qualifikationsturnier für die Profitour immerhin bis ins Achtelfinale. Im Herbst sicherte er sich den Sieg beim renommierten Haining Open, das allerdings wegen der fortdauernden Reisebeschränkungen 2021 ohne Profibeteiligung stattfand. 2023 war er erneut bei der CBSA Tour erfolgreich, scheiterte allerdings in beiden Turnieren in der Vorschlussrunde an Liu Hongyu bzw. Xing Zihao, die sich in diesem Jahr beide für die Profitour qualifizierten. Es blieb noch als letzte Chance die Asien-Q-School, aber beim ersten Turnier verpasste er zum dritten Mal knapp das Entscheidungsspiel. Erst im zweiten und letzten Turnier erreichte er das finale Match und ein 4:3-Sieg über Ex-Profi Wang Yuchen brachte ihm mit 22 Jahren selbst Profistatus und für zwei Spielzeiten die Startberechtigung auf der World Snooker Tour.

### Erste Profijahre
In die Saison 2023/24 startete er mit einer 0:5-Niederlage gegen Ross Muir, aber schon beim British Open gewann er nicht nur sein Auftaktspiel gegen Elliot Slessor, sondern besiegte auch Oliver Lines und Barry Hawkins und erreichte bereits bei seinem zweiten Turnier das Viertelfinale, in dem er gegen Hossein Vafaei ausschied. Bei den English Open revanchierte er sich anschließend gegen Vafaei und schlug ihn in der Runde der Letzten 32, bevor er im Achtelfinale ausschied. Beim Wuhan Open erreichte er das dritte Achtelfinale in Folge und schlug auf dem Weg unter anderem Kyren Wilson. So ging es aber nicht weiter. Es kam eine Phase, in der er mehrmals in Runde 1 oder spätestens in Runde 2 verlor. Erst in der zweiten Saisonhälfte kam er noch dreimal in Runde 3: Beim German Masters schlug er mit Mark Williams eine Topspieler mit 5:1. Beim World Open besiegte er unter anderem Jimmy Robertson und bei der Weltmeisterschaft spielte er nach Siegen über Ross Muir und Anthony McGill um den Einzug in die Endrunde im Crucible. Gegen Dominic Dale hielt er bis zum 6:6 mit, bevor er den Anschluss verlor und schließlich mit 8:10 unterlag. Nach nur einem Jahr hatte er fast die Top 64 erreicht, die einen festen Platz auf der Profitour hatten.
Zu Beginn des zweiten Jahres gelang ihm in der Championship League sein bis dahin größter Sieg mit 3:0 über Ronnie O’Sullivan, der ihn in die Zwischenrunde brachte. Danach waren es erneut die English Open, die ihm ein Achtelfinalergebnis brachten. Er schlug darin O’Sullivan ein zweites Mal, diesmal mit 4:2. Das dritte Aufeinandertreffen bei der International Championship gewann dann allerdings der Weltranglistenfünfte in Runde 2. Spätestens in Runde 2 war bei fast allen Turnieren Schluss, weshalb er auf der Stelle trat. Erst bei der UK Championship kam er wieder in Runde 4. Richtig voran brachte ihn aber wieder die Weltmeisterschaft 2025 am Saisonende. Ein 10:9 über Scott Donaldson mit einem Century-Break im Decider brachte ihn erneut in die letzte Qualifikationsrunde. Beim 5:10 gegen Ali Carter hatte er zwar wenig Chancen, aber in der Weltrangliste rückte er auf Platz 45 vor und setzte sich damit auf der Profitour fest.